# Matsucoccus gallicolus
Matsucoccus gallicolus är en insektsart som beskrevs av Morrison 1939. Matsucoccus gallicolus ingår i släktet Matsucoccus och familjen pärlsköldlöss. Inga underarter finns listade i Catalogue of Life.